# Prosper Sainton
Prosper Philippe Catherine Sainton est un violoniste, pédagogue et compositeur français, né le 5 juin 1813 à Toulouse et mort le 17 octobre 1890 à Londres.
Il est le fils d'un marchand de Toulouse, où il est né. Il est entré en 1831 au Conservatoire de Paris où il a étudié avec François-Antoine Habeneck et où il a obtenu un premier prix en 1834. Il est d'abord devenu professeur de violon au conservatoire de Toulouse (1840-1844). 
En 1844, il s'est produit pour la première fois en Angleterre dans un concert dirigé par Mendelssohn. Installé à Londres, il est devenu en 1845 professeur à la Royal Academy of Music. Sainton a joué un important rôle dans l'organisation de concerts de musique de chambre. Il a été le premier violon de la Royal Philharmonic Society de Londres (1846-1854), de l'Opéra royal italien du Covent Garden (1847-1871), à la Sacred Harmonic Society (1848) et à Her Majesty's Theatre (1871-1880). 
De 1848 à 1855, il a été le chef du Queen's Band, et en 1862, il a dirigé la musique lors de l'ouverture de l'Exposition universelle. Il a dirigé pendant de nombreuses années de grands festivals en province. Il a donné un concert d'adieu au Royal Albert Hall en 1883.
En 1860, il a épousé la fameuse contralto, Charlotte Dolby. Il est décédé en octobre 1890. 
Son petit-fils est le compositeur, chef d'orchestre et violoniste Philip Sainton (1891-1967).
Son excellente méthode, son sens artistique, et son travail d'éducation de grande valeur ont formé en Angleterre un grand nombre de violonistes confirmés qui ont été ses élèves.
Prosper Sainton a composé deux concertos pour violon et des solos pour violon.